# Anne Tyler
Anne Tyler (Minneapolis, 25 ottobre 1941) è una scrittrice, slavista e critica letteraria statunitense, vincitrice di un Premio Pulitzer per la narrativa.

## Biografia
Nata a Minneapolis, la Tyler è cresciuta a Raleigh in Carolina del Nord e si è laureata in Letteratura russa presso la Duke University all'età di diciannove anni, perfezionando poi i propri studi di Slavistica alla Columbia University di New York. Ha lavorato quindi come bibliotecaria e bibliografa prima di trasferirsi nel Maryland. Modarressi è scomparso nel 1997. Anne Tyler vive ora a Baltimora, città in cui sono ambientati la maggior parte dei suoi racconti, che in vari casi hanno come soggetto una famiglia, le cui vicende vengono analizzate accompagnandola nel corso degli anni.
Nel 1989, il suo undicesimo romanzo Lezioni di respiro (Breathing Lessons) è stato premiato con il Premio Pulitzer. Ad un altro suo romanzo, Turista per caso (The Accidental Tourist), è stato assegnato nel 1985 il premio del National Book Critics Circle Award. Lo stesso lavoro è stato finalista per il Premio Pulitzer nel 1986 e, nel 1988, ne è stato tratto un film interpretato da William Hurt e Geena Davis
Il suo nono romanzo, Ristorante nostalgia (Dinner at the Homesick Restaurant), che lei considera il suo lavoro migliore, nel 1983 è stato nella rosa dei finalisti sia per il Premio Pulitzer che il premio PEN/Faulkner. Ha curato l'edizione di tre antologie di racconti: The Best American Short Stories 1983, Best of the South e Best of the South: The Best of the Second Decade.
Pur essendo tra i romanzieri contemporanei di maggior successo, è nota per non concedere mai interviste realizzate con colloqui personali e per partecipare assai di rado ad attività promozionali per i propri libri o ad apparizioni pubbliche di altro tipo. Si è resa tuttavia disponibile a rilasciare interviste tramite e-mail.

## Vita privata
Nel 1963 ha sposato lo psichiatra e scrittore iraniano Taghi Mohammad Modarressi, con cui ha avuto due figlie, Tezh e Mitra.

## Opere
1. 1964: If Morning Ever Comes (Se mai verrà il mattino, ed. Guanda, 1998 e 2001; ed. TEA, 2000)
2. 1965: The Tin Can Tree (L'albero delle lattine, ed. Guanda, 2010)
3. 1970: A Slipping-Down Life (Una vita allo sbando ed. Guanda, 2011)
4. 1972: The Clock Winder (Ragazza in un giardino ed. Guanda, 2008)
5. 1974: Celestial Navigation  (L'amore paziente, ed. Guanda, 2003 e 2005)
6. 1975: Searching for Caleb (Una donna diversa, ed. Guanda, 2006)
7. 1975: A Knack for languages (inserito nella raccolta Il tuo posto è vuoto, ed. Guanda, 2005)
8. 1976: Your Place is empty  (Il tuo posto è vuoto, ed. Guanda, 2005)
9. 1977: Holding things together (inserito nella raccolta Il tuo posto è vuoto, ed. Guanda, 2005)
10. 1977: Earthly Possessions  (Possessi terreni, traduzione Mario Biondi, ed. Guanda, 1991, ed. TEA, 1996)
11. 1980: Morgan's Passing  (La moglie dell'attore, ed. Guanda, 1996 e 2003; ed. TEA, 1998)
12. 1982: Dinner at the Homesick Restaurant  (Ristorante nostalgia, ed. Guanda, 1996; ed. TEA, 1997)
13. 1985: The Accidental Tourist (Turista per caso, traduzione Mario Biondi, ed. Longanesi & C., 1986; ed. Corbaccio, 2004; ed. TEA, 2005)
14. 1988: Breathing Lessons (Lezioni di respiro, ed. Guanda, 1990; ed. TEA, 2005)
15. 1991: Saint Maybe (Quasi un santo, ed. Guanda, 1993; ed. TEA, 1996)
16. 1995: Ladder of Years (Per puro caso, ed. Guanda 1995 e 2010; ed. TEA 1999)
17. 1998: A Patchwork Planet (Le storie degli altri, ed. TEA, 2001)
18. 2001: Back When We Were Grownups (Quando eravamo grandi, ed. Guanda, 2001: ed. TEA, 2003)
19. 2003: The Amateur Marriage (Un matrimonio da dilettanti, ed. Guanda, 2004; ed. TEA, 2005)
20. 2006: Digging to America (La figlia perfetta, ed. Guanda, 2007)
21. 2010: Noah's Compass (La bussola di Noè, ed. Guanda, 2010)
22. 2012: The Beginner's Goodbye (Guida rapida agli addii, ed. Guanda, 2012)
23. 2015: A Spool of Blue Thred (Una spola di filo blu, ed. Guanda, 2015; ed. TEA, 2016) - Man Booker Prize 2015 (Shortlist)
24. 2016: Vinegar Girl (Una ragazza intrattabile, ed. Rizzoli, 2016)
25. 2018: Clock Dance (Penguin Random House, 2018; La danza dell'orologio, ed. Guanda, 2018)
26. 2020: Redhead by the Side of the Road (Un ragazzo sulla soglia, ed. Guanda, 2020)
27. 2022: French Braid (La treccia alla francese, ed. Guanda, 2022)
28. 2025: Three Days in June (Tre giorni di giugno, ed. Guanda, 2025)

I racconti brevi di Anne Tyler sono stati pubblicati sulle riviste The New Yorker, The Saturday Evening Post, Redbook, McCall's, e Harper's, ma non sono mai stati pubblicati radunati in una raccolta.

## Adattamenti cinematografici
- The Accidental Tourist - Turista per caso (1988)
- Breathing Lessons (TV) (1994)
- Saint Maybe (TV) (1998)
- A Slipping-Down Life (1999)
- Earthly Possessions (TV) (1999)
- Back When We Were Grownups (TV) (2004)